# 圣伊莱尔德贡迪伊
圣伊莱尔德贡迪伊（法語：Saint-Hilaire-de-Gondilly，法語發音：[sɛ̃.t‿ilɛʁ də ɡɔ̃diji]）是法国谢尔省的一个市镇，位于该省东部，属于圣阿芒蒙龙区。

## 地理
圣伊莱尔德贡迪伊（47°2'58"N, 2°53'10"E）面积18.42 平方千米，位于法国中央-卢瓦尔河谷大区谢尔省，该省份为法国中部省份，北起卢瓦雷省，西接卢瓦-谢尔省和安德尔省，南至克勒兹省，东南接阿列省，东临涅夫勒省。
与圣伊莱尔德贡迪伊接壤的市镇（或旧市镇、城区）包括：沙西、勒绍泰、加里尼、欧布瓦河畔拉盖尔什、梅讷图库蒂尔、莫尔奈贝里、内龙德。

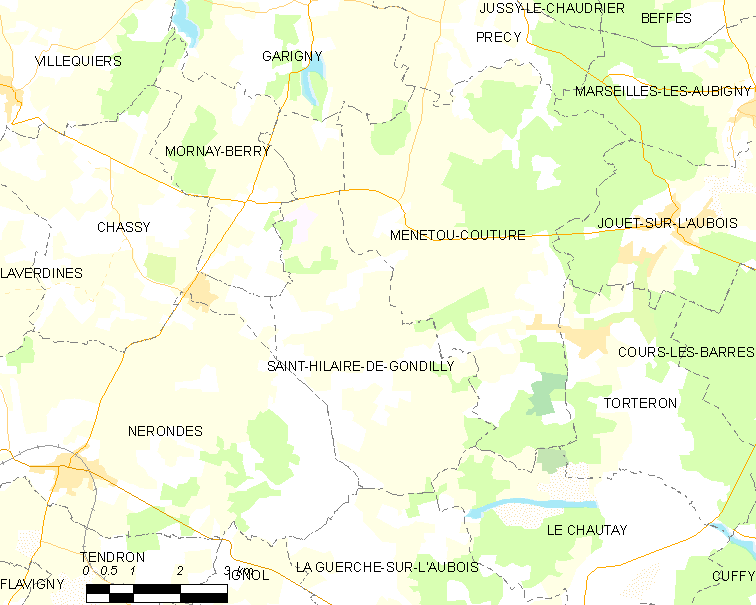
圣伊莱尔德贡迪伊的OSM定位图

圣伊莱尔德贡迪伊的时区为UTC+01:00、UTC+02:00（夏令时）。

## 行政
圣伊莱尔德贡迪伊的邮政编码为18320、18350，INSEE市镇编码为18215。

## 政治
圣伊莱尔德贡迪伊所属的省级选区为欧布瓦河畔拉盖尔什县。

## 人口

1962-2008年间圣伊莱尔德贡迪伊人口变化图示

圣伊莱尔德贡迪伊于2022年1月1日时的人口数量为136人。